# Liste der Biografien/Brer
Liste der Biografien |
Portal Biografien |
Personensuche
# |
A |
B |
C |
D |
E |
F |
G |
H |
I |
J |
K |
L |
M |
N |
O |
P |
Q |
R |
S |
T |
U |
V |
W |
X |
Y |
Z |
?
 
Ba |
Be |
Bd |
Bg |
Bh |
Bi |
Bj |
Bl |
Bm |
Bn |
Bo |
Br |
Bs |
Bu |
Bw |
By |
Bz
 
Bra |
Brc |
Brd |
Bre |
Brg |
Bri |
Brj |
Brk |
Brl |
Brn |
Bro |
Brp–Brt |
Bru |
Brv |
Bry |
Brz
 
Brea |
Breb |
Brec |
Bred |
Bree |
Bref |
Breg |
Breh |
Brei |
Brej |
Brek |
Brel |
Brem |
Bren |
Breo |
Brep |
Breq |
Brer |
Bres |
Bret |
Breu |
Brev |
Brew |
Brex |
Brey |
Brez
Die Liste der Biografien führt alle Personen auf, die in der deutschsprachigen Wikipedia einen Artikel haben. Dieses ist eine Teilliste mit 10 Einträgen von Personen, deren Namen mit den Buchstaben „Brer“ beginnt.

## Brer

### Brera
- Brera, Georges (1919–2000), Schweizer Architekt
- Brera, Gianni (1919–1992), italienischer Sportjournalist und Schriftsteller

### Brere
- Brereton, Ben (* 1999), englischer Fußballspieler
- Brereton, Clarence (1909–1953), US-amerikanischer Jazzmusiker (Posaune, Trompete)
- Brereton, Laurie (* 1946), australischer Politiker, Mitglied des Australischen Repräsentantenhauses und Bundesminister, Mitglied der Legislativversammlung und Minister von New South Wales
- Brereton, Lewis H. (1890–1967), US-amerikanischer GeneralleutnantLewis H. Brereton (1890–1967)

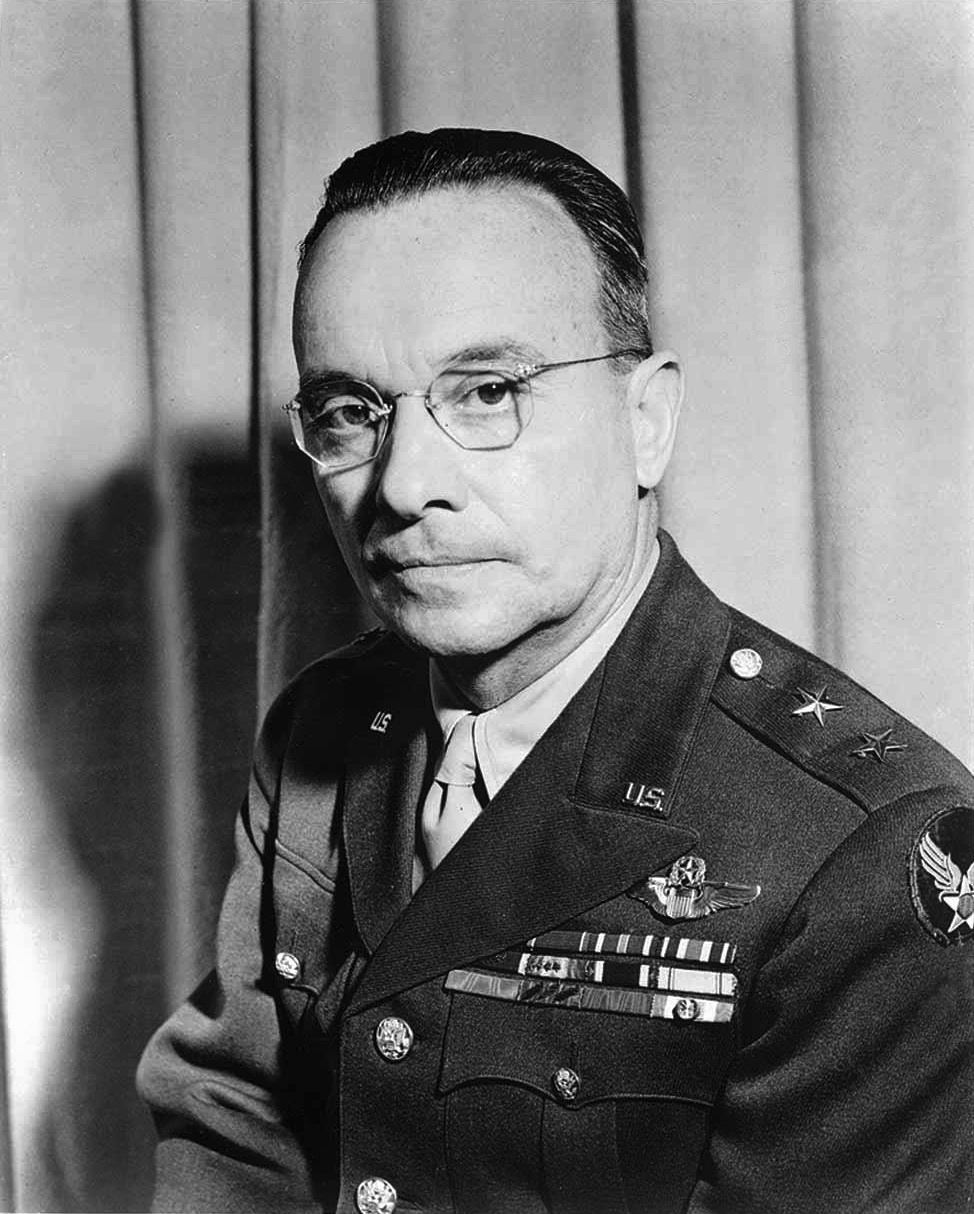
Lewis H. Brereton (1890–1967)

- Brereton, Peirce H. (1894–1963), US-amerikanischer Politiker
- Brereton, William († 1536), englischer Höfling und Diener Heinrichs VIII.

### Brero
- Brero, Lou (1909–1957), US-amerikanischer Rennfahrer
- Brero, Mario (* 1946), italienischer Privatdetektiv